# Mamut del riu Songhua
El mamut del riu Songhua fou l'espècie més grossa de mamut, amb una alçada d'entre 4,5 i 5,5 metres a l'espatlla i una longitud de nou metres. Les estimacions del seu pes varien entre deu i disset tones. Si aquesta última xifra, considerada improbable per la majoria de científics, fos certa, el mamut del riu Songhua superaria l'indricoteri com a mamífer terrestre més pesant de tots els temps.
El mamut del riu Songhua visqué durant el Plistocè al nord de la Xina, on se n'han trobat fòssils al desert de Gobi. Alguns dels descobriments de restes de M. sungari han estat polèmics, car algunes d'elles han estat reclassificades com a M. trogongtherii o M. primigenius i d'altres han estat discutides perquè presenten trets típics del gènere Palaeoloxodon.